# Mirjam Weichselbraun
Mirjam Weichselbraun (n. 27 septembrie 1981, Innsbruck, Austria) este o prezentatoare de televiziune și actriță austriacă.
În mai 2015, Weichselbraun, alături de Alice Tumler și Arabella Kiesbauer, a prezentat Concursul Muzical Eurovision 2015, care a avut loc la Wiener Stadthalle din Viena.

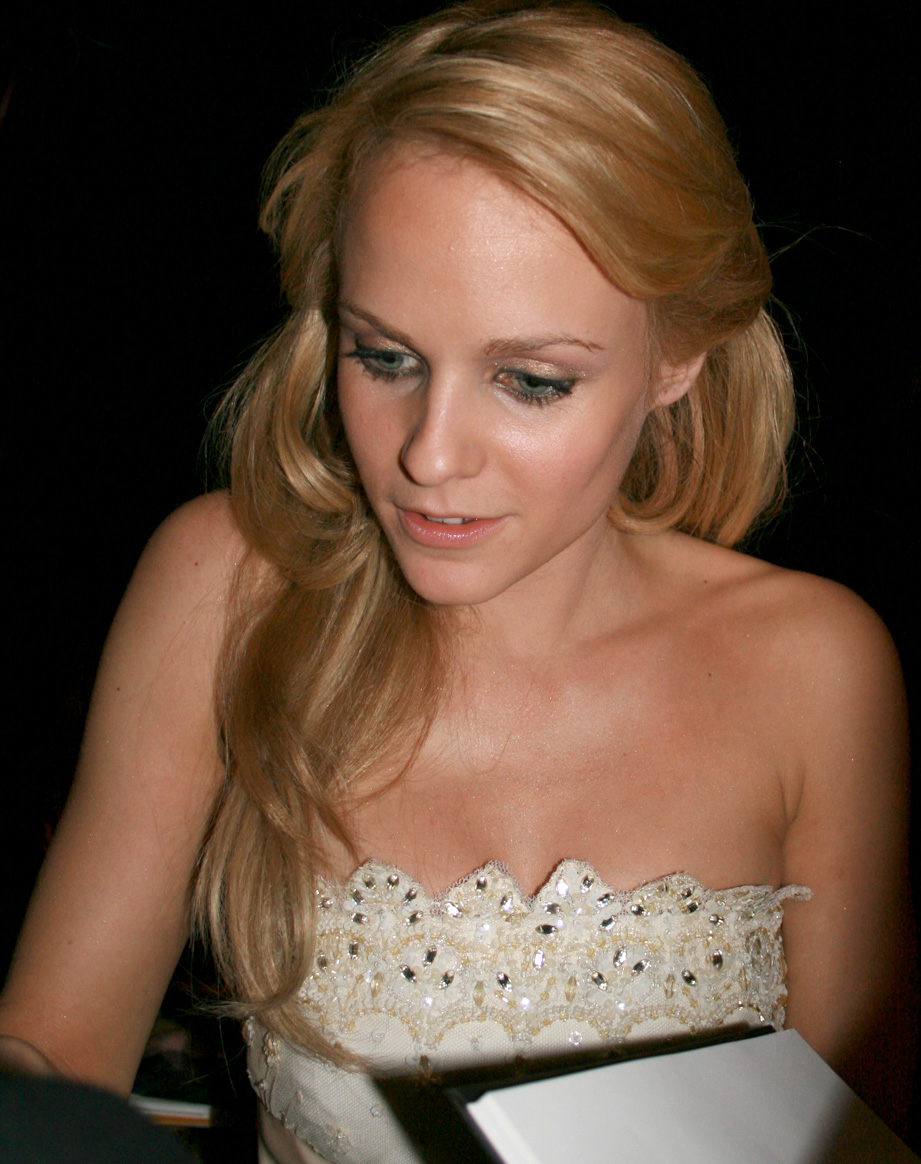
Weichselbraun la gala premiilor Romy TV, Viena, 2008

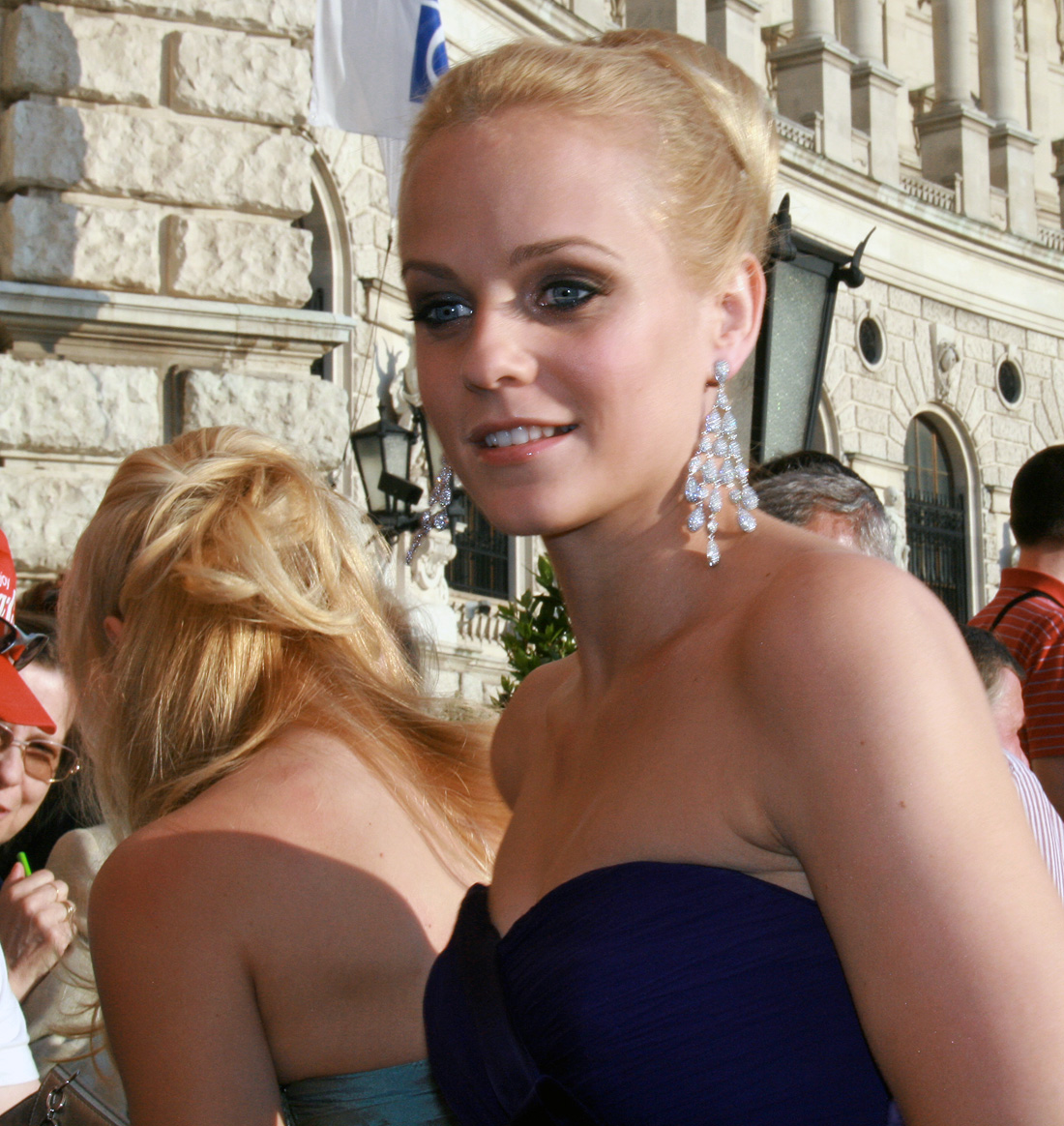
Mirjam Weichselbraun (Viena, 2009)

## Filmografie
| An   | Titlu                                                                  | Rol                |
| ---- | ---------------------------------------------------------------------- | ------------------ |
| 2007 | Die Rosenkönigin                                                       | Marie Gruber       |
| 2007 | ProSieben Märchenstunde                                                | Chantal            |
| 2008 | H3 - Halloween Horror Hostel                                           | Sidney             |
| 2008 | Mutig in die neuen Zeiten - Alles anders                               | Agnes Ulmendorff   |
| 2008 | Wir sind das Volk – Liebe kennt keine Grenzen                          | Bonnie             |
| 2009 | Hangtime - Kein leichtes Spiel                                         | Kathi              |
| 2011 | Das Traumhotel (Episode: Malediven)                                    | Greta Junghans     |
| 2012 | Die Braut im Schnee                                                    | Dr. Thea Hollmann  |
| 2012 | Unter Umständen verliebt                                               | Steffi             |
| 2012 | Es kommt noch dicker (Episodes: Ein magischer Tag, Der Tanzwettbewerb) | Ella Sandvoss      |
| 2012 | Wir sind Kaiser                                                        | Fifi               |
| 2012 | Verloren auf Borneo                                                    | Julia zu Hohenberg |
| 2013 | Herztöne                                                               | Dutch Princess     |
| 2013 | Zweisitzrakete                                                         | Polizistin Sabrina |
| 2013 | Zur Sache, Macho!                                                      | Lisa Rammser       |
| 2015 | Eurovision Song Contest 2015                                           | prezentatoare      |